# Crossandra infundibuliformis
Crossandra infundibuliformis és una espècie de planta ornamental dins la família acantàcia. És una planta nativa del sud de l'Índia i de Sri Lanka.

## Descripció
És un subarbust erecte i de fulla persistent que fa fins a 1 m d'alt. Les fulles són brillants i marginades amb les flors amb la forma de ventall. Floreix durant tot l'any. Les flors tenen de 3 a 5 pètals asimètrics. El color de les flors va des del taronja al salmó, vermell, groc o fins i tot color turquesa.

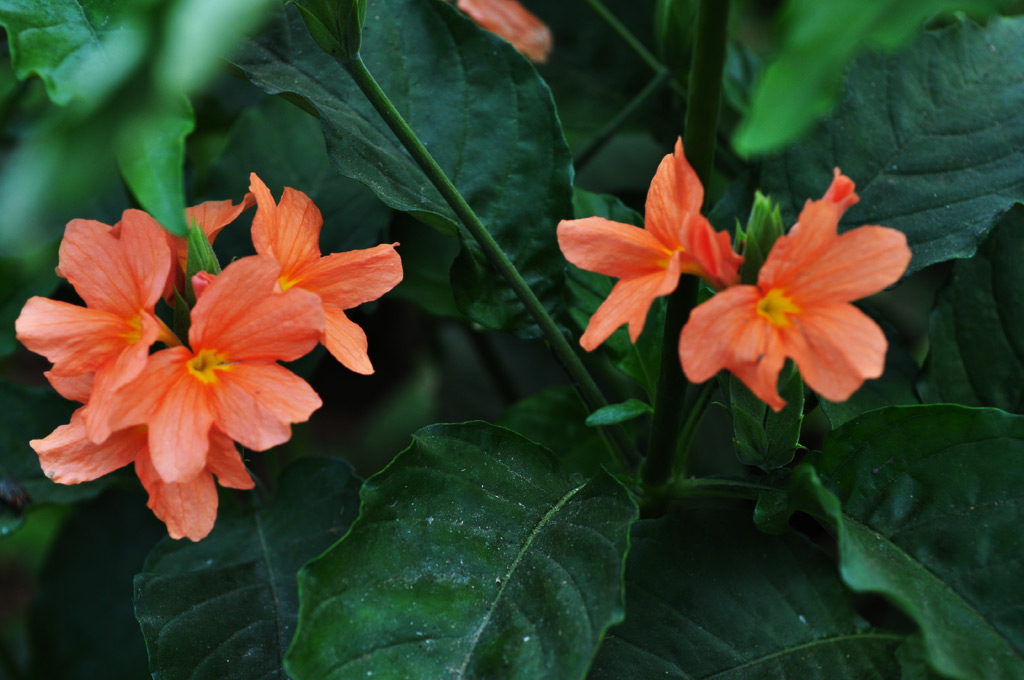
Tamil Nadu, Índia

## Cultiu i usos
La temperatura mínima que requereix és de 10 °C i en les regions temperades es cultiva com planta d'interior. Les seves flors no són perfumades però es mantenen fresques durant uns dies en un ram. Es propaga per llavors o esqueixos.
Aquesta planta va guanyar el premi Award of Garden Merit de la Royal Horticultural Society